# Pero albidula
Pero albidula är en fjärilsart som beskrevs av George Duryea Hulst 1900. Pero albidula ingår i släktet Pero och familjen mätare. Inga underarter finns listade i Catalogue of Life.